# Bórsó
| Dinátrium-oktaborát-tetrahidrát                                                                                 |                                   |
| Más nevek | bórsó, Tim-bor rovarirtó, Polybor |
| Kémiai azonosítók                                                                                               |                                   |
| CAS-szám | 12280-03-4                        |
| PubChem | 90478478                          |
| EINECS-szám | 602-894-3                         |
| InChIKey | RDMZIKMKSGCBKK-UHFFFAOYSA-N       |
| Kémiai és fizikai tulajdonságok                                                                                 |                                   |
| Kémiai képlet                                                                                                   | Na2B8O13.4H2O                     |
| Moláris tömeg                                                                                                   | 412,5270 g/mol                    |
| Megjelenés | fehér por                         |
| Ha másként nem jelöljük, az adatok az anyag standardállapotára (100 kPa) és 25 °C-os hőmérsékletre vonatkoznak. |                                   |

A bórsó (tudományos neve: dinátrium-oktaborát-tetrahidrát) egy bórvegyület, alkáli só. Nem tévesztendő össze a bórsavval, illetve a bóraxszal (nátrium-borát, nátrium-tetraborát, dinátrium-tetraborát).
Két formában gyártják: az egyik egy tiszta, folyékony koncentrátum (amely a kukoricaszörppel könnyen összetéveszthető), a másik egy fehér, szagtalan, nem gyúlékony és nem robbanékony por alacsony orális és dermális toxicitással. Rovar-, gomba- és algaölő szerként használatos, és oldat (pl. „Bora-Care”) vagy por (pl. „Tim-Bor”, „Borathor” vagy „Termite Prufe”) formában árusítják. Korlátlan ideig eláll, a hőmérséklet ingadozásai sem károsítják. Emellett tűzgátló hatása is van.
Vízben feloldva fafelületekre szokták permetezni a termeszek, hangyák (1 : 1-es hígításban), gombák és algák irtására.
Előnye, hogy nem rákkeltő, és alacsony a toxicitása az emberre. Emellett szagtalan, és elég egyszer felvinni; ismételt kezelés nem szükséges.
Rendszeres porszívózás mellett a poratka ellen is hatásos szer (bár pora a porszívók szűrőit eltömíti).

## Kivonás és előkészítés
A dinátrium-oktaborát bórsav bóraxszal vagy nátrium-karbonáttal történő reakciójával nyerhető.

## Felhasználás
A dinátrium-oktaborát híg oldatait fafelületekre permetezve elpusztítják a termeszeket, porfészekbogarakat, ácshangyákat, gombákat és algákat. A tetrahidrát granulátumként is kapható szerkezeti fába való beágyazáshoz. Az ilyen célokra használt más vegyszerekkel szemben előnye a szagtalanság, a tartós hatás, valamint az emberekre és háziállatokra gyakorolt alacsony toxicitás.
Azt is kimutatták, hogy a vegyület jelentősen csökkenti a poratka-populációt a lakásban, ha híg oldatként alkalmazzák a szőnyegekre és kárpitokra, rendszeres porszívózással együtt.
A dinátrium-oktaborát talajra vagy lombpermetre kijuttatva bizonyítottan gátolja az olyan növények kártevőit, mint a paradicsom és a pisztácia, a növényekre gyakorolt káros hatások nélkül.

## Veszélyesség értékelése
A dinátrium-oktaborátot reprotoxikus tulajdonságai miatt az ECHA felvette a különös aggodalomra okot adó anyagok jelöltlistájára.

## Jogi státusz
Az Európai Unió a 2009/96/EK bizottsági irányelvben szabályozta a bórsó használatát: 
„(5) A vizsgálatokból úgy tűnik, hogy a faanyagvédő szerként felhasznált, dinátrium-oktaborát-tetrahidrátot tartalmazó biocid termékek várhatóan megfelelnek a 98/8/EK irányelv 5. cikkében megfogalmazott követelményeknek. Ennek megfelelően indokolt a dinátrium-oktaborát-tetrahidrátot felvenni az I. mellékletbe, és ezzel biztosítani, hogy a faanyagvédő szerként felhasznált, dinátrium-oktaborát-tetrahidrátot tartalmazó biocid termékekre vonatkozó engedélyeket valamennyi tagállamban a 98/8/EK irányelv 16. cikkének (3) bekezdése alapján lehessen kiadni, módosítani és visszavonni.
(6) Mindazonáltal a vizsgálatok elfogadhatatlan kockázatokat tártak fel a faanyagok szabadtéri helyszíni kezelése, illetve az időjárás viszontagságainak kitett kezelt faanyagok esetében. Ezért ilyen használatra csak akkor adható ki engedély, ha a benyújtott adatok bizonyítják, hogy a termék használata nem jár a környezetet érintő elfogadhatatlan kockázattal.”

## Külső hivatkozások
- Polybor (angolul)
- Tim-Bor Professional (angolul)
- Bora-Care (angolul)
- PeneTreat (angolul)